# Heardův ostrov a McDonaldovy ostrovy
Heardův ostrov a McDonaldovy ostrovy jsou odlehlé neobydlené vulkanické ostrovy, nacházející se v jižním Indickém oceánu asi na půli cesty mezi Austrálií a Jižní Afrikou a něco přes 1600 kilometrů od Antarktidy. Od roku 1947 jsou součástí Austrálie. Nejbližší jinou pevninou jsou francouzské Kergueleny asi 400 km severozápadně.
Na ostrovech se nacházejí jediné dva aktivní vulkány na australském území a jeden z nich, Mawson Peak, je vůbec nejvyšší australskou horou (míněno Austrálie jako státu, ne kontinentu). Skupina ostrovů zaujímá plochu 658 903 hektarů, z čehož přibližně 37 000 hektarů je souš a zbytek mořská část.
Ostrovy jsou spravovány z Hobartu na Tasmánii a spadají do Australského arktického obvodu oddělení přírodního prostředí a dědictví. Žije na nich mnoho druhů tuleňů a ptáků. Ostrovy jsou součástí mořské rezervace o rozloze 65 890 km². Jsou navštěvovány pouze za účelem přírodovědeckého výzkumu. V letech 1947–1950 měli vědci základnu na Heardově ostrově a McDonaldův ostrov navštívili v roce 1971. V blízkosti ostrovů je několik vraků lodí. Od roku 1997 jsou ostrovy a okolní moře součástí světového přírodního dědictví UNESCO. Představují jedinečnou divočinu, která obsahuje významné příklady biologických a fyzikálních procesů, které v tomto prostředí pokračují bez zásahu člověka.
V roce 2025 oznámil americký prezident Donald Trump, že na ostrovy uvalí 10% cla, přestože zde nikdo nežije.

## Historie
Heardův ostrov nikdo nenavštívil až do poloviny 50. let 19. století. Pravděpodobně jej jako první spatřil britský lovec tuleňů Peter Kemp dne 27. listopad u 1833. Kemp cestoval lodí Magnet z Kerguelenů do Antarktidy a údajně jej zanesl do námořních map.
25. listopadu 1853 ostrov uviděl americký lovec tuleňů a kapitán obchodní lodi Oriental John Heard při cestě z Bostonu do Melbourne. O svém objevu podal zprávu o měsíc později a následně byl po něm ostrov pojmenován. Krátce poté, 4. ledna 1854, objevil kapitán William McDonald z lodi Samarang McDonaldovy ostrovy v blízkosti Heardova ostrova. Na ostrovech nikdo nepřistál až do března roku 1855, kdy se na něm vylodili lovci tuleňů z lodi Corinthian vedení kapitánem Erasmem Darwinem Rogersem. V období od 1855 do 1880 zde žilo ve velmi drsných podmínkách několik desítek lovců tuleňů. V jednu dobu měl ostrov až 200 obyvatel. Do roku 1880 však byla značná část populace tuleňů vyhubena, a lovci proto ostrov opustili. Celkem se do té doby vyrobilo 100 000 barelů oleje z rypoušů sloních.

## Symboly
Heardův ostrov a McDonaldovy ostrovy, australské závislé území, užívá pouze australské symboly.

## Geografie

### Heardův ostrov
Heardův ostrov je pustý, hornatý a pokrytý ledovci. Nachází se na 53°06′00″ j. š. a 73°31′00″ v. d. Jeho dominantou je aktivní vulkán Mawson Peak, který je součástí masivu Big Ben. Tento vulkán je nejvyšší horou Austrálie – jeho výška činí 2 745 metrů, tedy o 527 metrů více než výška Mount Kosciuszka. Mawson Peak je zároveň jedním ze dvou aktivních vulkánů na australském území.
Druhá z obou aktivních sopek je na McDonaldově ostrově. Poté, co byla asi 75 000 let v klidu, začala v roce 1992 soptit. K dosud poslední erupci došlo 10. srpna 2005.

### McDonaldovy ostrovy
McDonaldovy ostrovy jsou skalnaté a malé a nacházejí se 44 km západně od Heardova ostrova na 53°03′00″ j. š. a 72°37′00″ v. d. Ostrovy jsou tři: McDonaldův ostrov (230 m vysoký), ostrov Flat (55 m vysoký) a ostrov Mayers Rock (170 m vysoký). Jejich celková plocha je 2,5 km². Ostrovy jsou vrcholky podmořského hřbetu Kerguelen.
Zhruba 10 km severně od Heardova ostrova leží malá skupina ostrůvků a skal, jejichž rozloha činí dohromady přibližně 1,1 km². Jsou to ostrovy: Shag Islet, Sail Rock, Morgan Island a Black Rock.
Na Heardově ostrově ani na McDonaldových ostrovech není žádný přístav.

## Fotogalerie

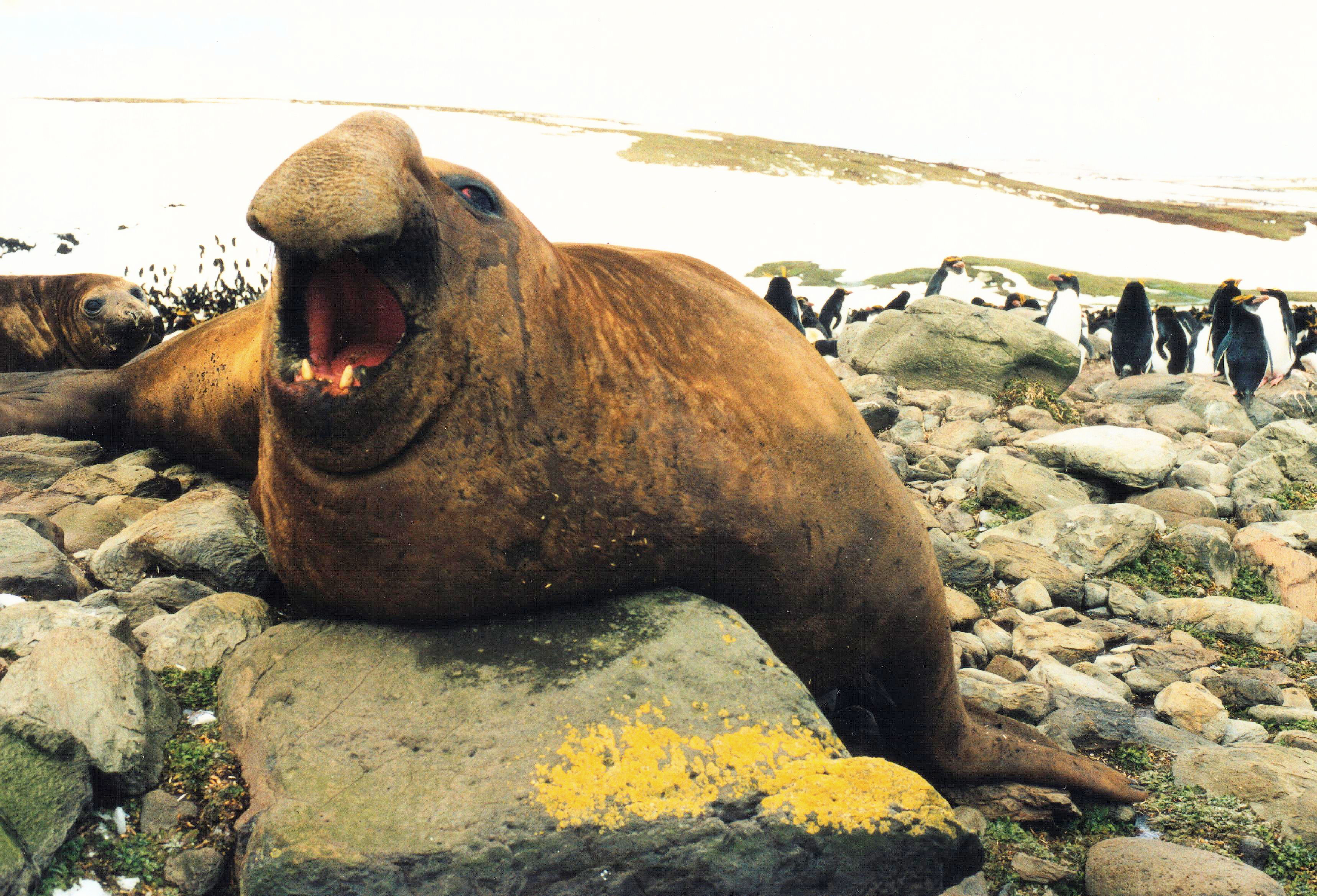
Rypouš sloní
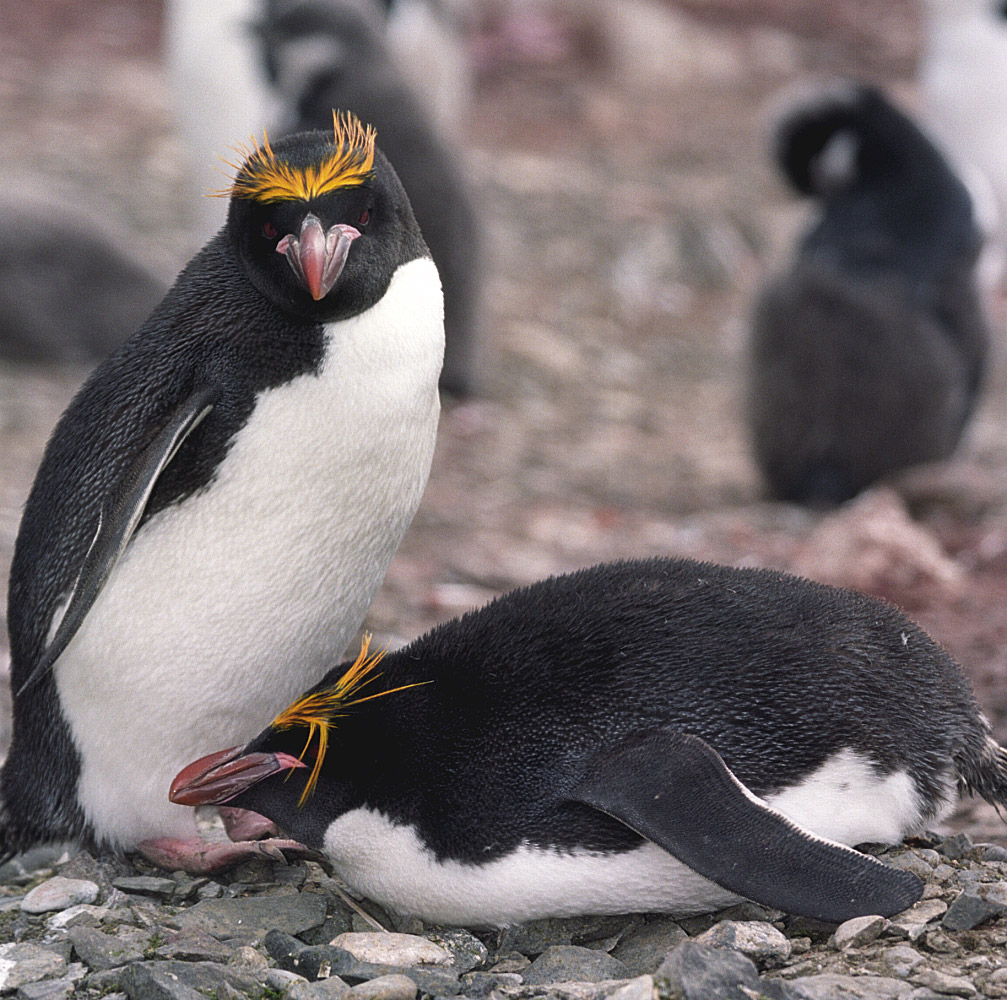
Tučňák žlutorohý
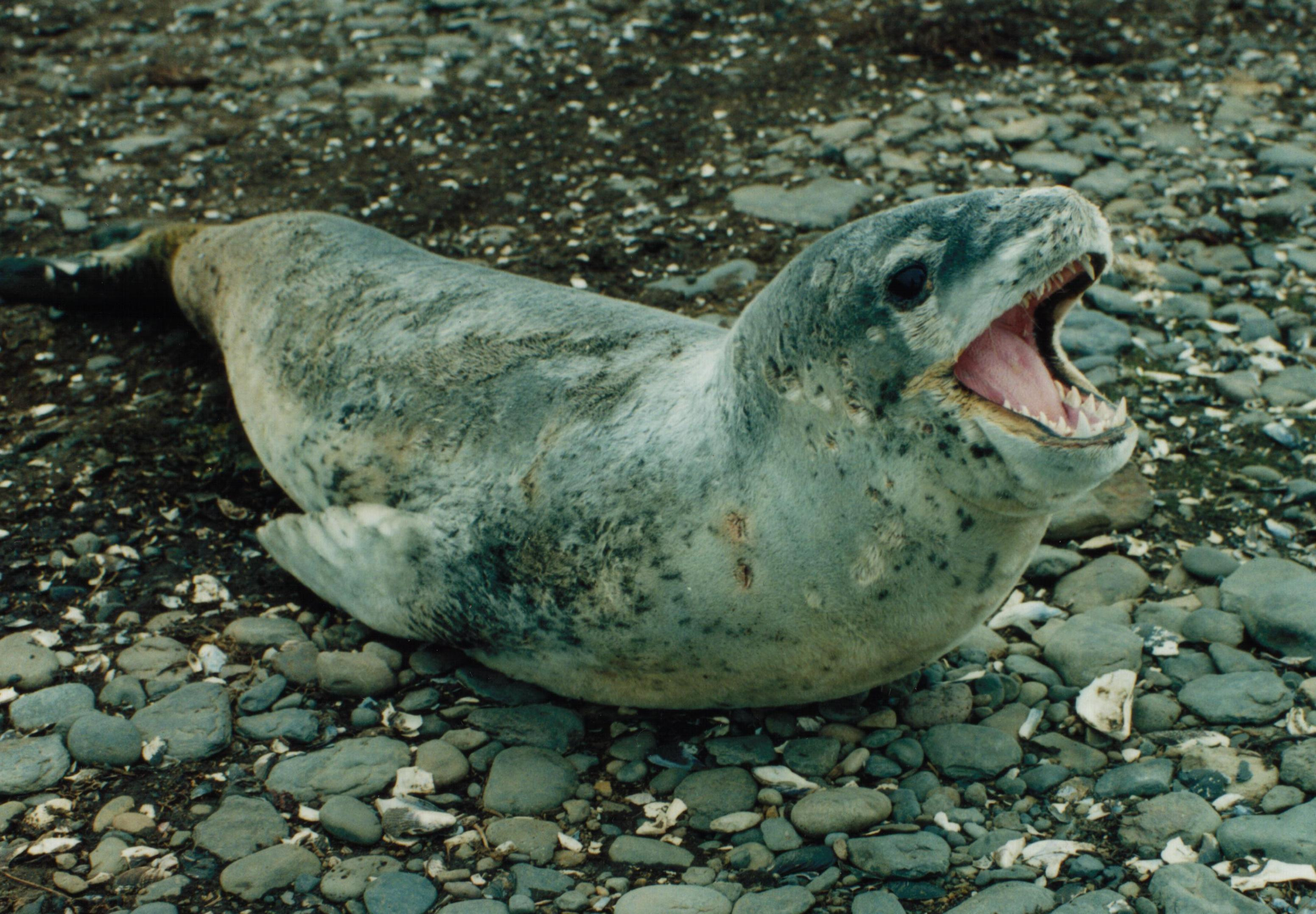
Tuleň leopardí
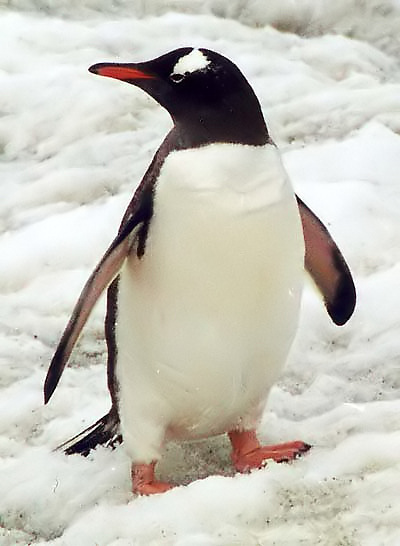
Tučňák oslí
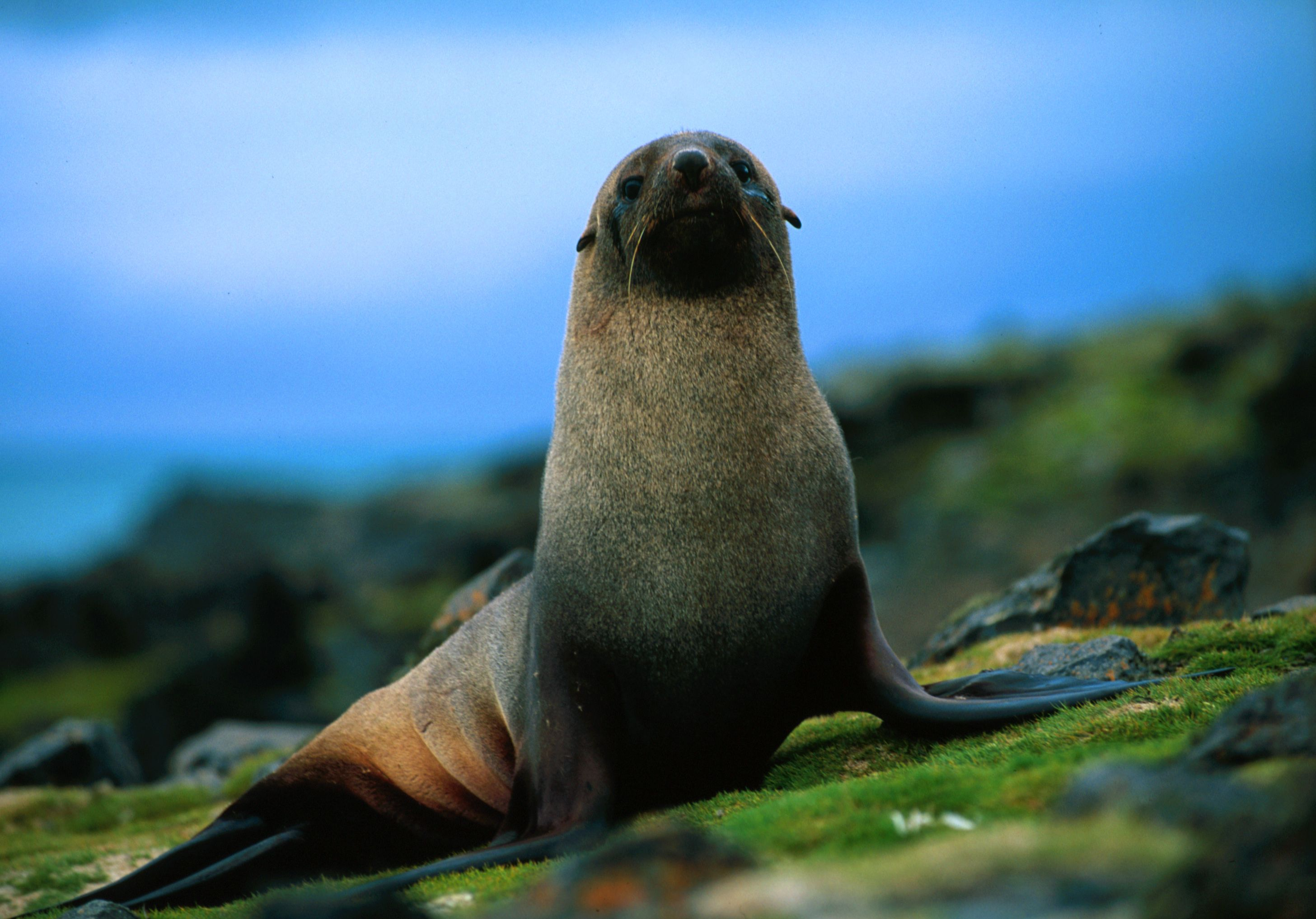
Lachtan antarktický